# Opius antennatus
Opius antennatus är en stekelart som beskrevs av Fischer 1965. Opius antennatus ingår i släktet Opius och familjen bracksteklar. Inga underarter finns listade i Catalogue of Life.